# Parcent
Parcent község Spanyolországban, Alicante tartományban. Lakosainak száma 1021 fő (2024). Parcent Alcalalí, Benigembla, Murla és Tárbena községekkel határos.

## Népesség
A település lakosságának változását az alábbi diagram mutatja:
| Lakosok száma | 832  | 907  | 1019 | 1081 | 1123 | 1020 | 985  | 929  | 983  | 1021 |
|               | 2001 | 2004 | 2006 | 2009 | 2011 | 2014 | 2016 | 2019 | 2021 | 2024 |